# آرامگاه زینل بیگ
آرامگاه زینل بیگ - در استان باتمان واقع شده‌است. مقبره در شمال رودخانه دجله، در غرب پل حصنی کیف قرار دارد.
کتیبه موجود در دروازه ورودی شمالی آرامگاه نشان از آن دارد که این بنا را اوزون حسن برای پسرش، زینل بیگ بایندور ساخته است که در زمان سلطنت اوزون حسن درگذشت. اگرچه سال ساخت آرامگاه ذکر نشده است، اما شواهدی وجود دارد که وی در حمله ناگهانی در نبرد اوتلوق بئلی (۱۴۷۳ قمری) کشته شد، وی در حمله علیه ارتش عثمانی به شدت زخمی شد و بعداً درگذشت.
آرامگاه زینال بیگ در آناتولی همانندی از نظر سبک معماری ندارد. کتیبه روی آرامگاه نشان می‌دهد که توسط استاد عبدالرحمن اوغلو پیرحسین ساخته شده‌است.
آرامگاه به شکل مدور، استوانه‌ای است. برخی از تزئینات و کتیبه‌های موجود در بیرون و درون آن از بین رفته‌است.

## جابجایی
با اتمام ساخت سد ایلیسو، برای جلوگیری از زیر آب رفتن آرامگاه، آن را در تاریخ ۱۲ مه ۲۰۱۷ با استفاده از فناوری ویژه به پارک فرهنگی جدید Hasankeyf منتقل کردند.

## ساختار سازه
آرامگاه از خارج به شکل استوانه‌ای است ولی یک شکل هشت ضلعی در داخل دارد. قسمت فوقانی با گنبدی پوشانده شده‌است. یک پنجره به سمت غرب، بالاتر از دو ورودی بزرگ به سمت شمال و جنوب وجود دارد.

قسمت پایین آرامگاه از سنگ ساخته شده است. نمای سطحی این بخش کاملاً از بین رفته‌است و سنگ‌های پی دیده میشود. ورودی آرامگاه از سمت غربی است که با سنگ تزئین شده‌است. در پایین دو ردیف آجر وجود دارد. بخش آجری از آجر و سرامیک ساده تشکیل شده‌است. همانند دیگر آرامگاه‌های موجود در آذربایجان. این آجرها و سرامیک‌ها به صورت افقی و عمودی نصب می‌شوند، که به شکل تزئینی ظاهر آرامگاه تأثیر گذاشته است.

## ادبیات
- M. Meinecke تزئین لباس Seldschuki scher Kakinasien از Sakralbauten. Tübingen - TEILI، ۱۹۷۶.
- دوم ح. طولی تاریخ عثمانی. دوم ج آنکارا - دانشگاه آتاتورک، ۱۹۸۸
- A. گابریل. سفرها Archeologiqes Dansla Turquie Orientale. پاریس، ۱۹۴۰.
- س بالغ توسعه هنر کاشی ترکیه در آناتولی. استانبول ۱۹۷۷